# Менголи, Аннибале
Аннибале Менголи (итал. Annibale Mengoli; 1851, Болонья — 20 мая 1895, Пезаро) — итальянский контрабасист.

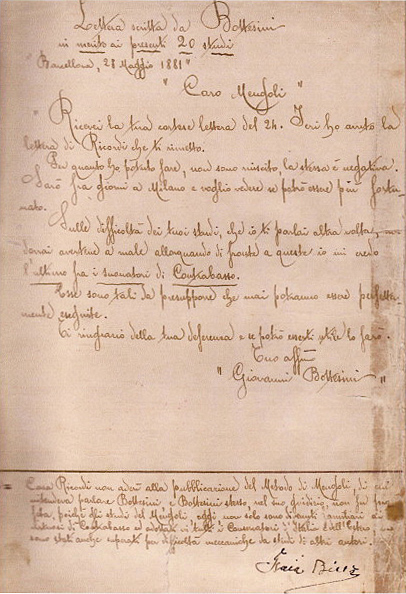
Письмо Боттезини Менголи

Окончил Болонский музыкальный лицей (1871), ученик Луиджи Гирелли и (после его смерти в 1870 году) Эустакио Пинетти. После этого совмещал сольную карьеру с оркестровой. В 1879—1883 гг. преподавал в Туринском музыкальном лицее имени Верди, затем с 1883 года и до конца жизни в Музыкальном лицее Пезаро.
Известен, прежде всего, своими «Двадцатью концертными этюдами» (итал. Venti studi da concerto) для контрабаса, вызвавшими у Джованни Боттезини (всемирно признанного «Паганини контрабаса») письмо с признанием Менголи лучшим из контрабасистов. Учеником Менголи был, в частности, Исайя Билле. Контрабасистом стал и сын Аннибале Менголи Умберто.
Именем Менголи названа улица в Пезаро.